# Mytoi
Mytoi ist der Name eines 14 Acres (5,7 ha) großen Naturschutzgebiets auf der zu Edgartown gehörenden Insel Chappaquiddick im Bundesstaat Massachusetts der Vereinigten Staaten. Es wird von der Organisation The Trustees of Reservations verwaltet.

## Geschichte
In den späten 1950er Jahren begann Hugh Jones, der in Edgartown lebte und sich beruflich mit japanischer Architektur beschäftigte, mit der Errichtung eines japanischen Gartens. Er verbrachte so viel Zeit dort, dass er ihn als my toy (deutsch mein Spielzeug) bezeichnete; er überschrieb den Garten mit den Buchstaben MYTOI, nach denen er heute noch benannt ist.
Jones war bis zu seinem Tod im Jahr 1965 Baumeister, Designer und Gartenpfleger zugleich und führte alle Anpflanzungen persönlich durch. Seine Familie übergab den Garten daraufhin an die ebenfalls in Edgartown lebende Landschaftspflegerin Mary Wakeman. Sie führte das japanische Design des Gartens fort und entwickelte ihn zu einem beliebten Ausflugsziel. 1976 übereignete sie ihn an die Trustees of Reservations zur weiteren Pflege und Erhaltung.
Im August 1991 verursachte Hurrikan Bob schwere Zerstörungen auf ganz Martha’s Vineyard und verwüstete Mytoi vollständig. Die Trustees konnten den Garten mit Hilfe der Landschaftsarchitektin Julie Moir Messervy und weiteren Freiwilligen jedoch vollständig restaurieren, so dass er heute wieder für Besucher zugänglich ist.

## Schutzgebiet
Das Schutzgebiet ist kostenfrei zugänglich und bietet eine ruhig gelegene Rückzugsmöglichkeit. Es ist von einem Kiefernwald umgeben und verfügt über eine kleine Insel inmitten eines Sees, einen Steingarten sowie verschiedene einheimische bzw. nicht-einheimische Pflanzen. Ein Fußweg führt zum Poucha Pond und zu der dort befindlichen Salzwiese.